# Château des comtes de Bryas
Le château des comtes de Bryas est un château situé à Fumay, en France.

## Description
La façade principale, construite en briques, est structurée par des chaînes en pierre bleue. La travée centrale est coiffée d'un fronton triangulaire. Les pavillons latéraux sont surmontés de toits en forme de tulipe renversée, avec dôme à pans, lanternons aveugles et flèche octogonale.
Le toit est recouvert d'ardoises violettes de Fumay. 
Un chemin est accessible en descendant les marches sur la droite du bâtiment. Il permettait aux mineurs d'accéder à l'ardoisière du Moulin Sainte-Anne. En longeant celui-ci, on aperçoit de l'autre côté de la Meuse, les murs de soutènement de l'ardoisière Belle-Rose.

## Localisation
Le château est situé sur la commune de Fumay, dans le département français des Ardennes.

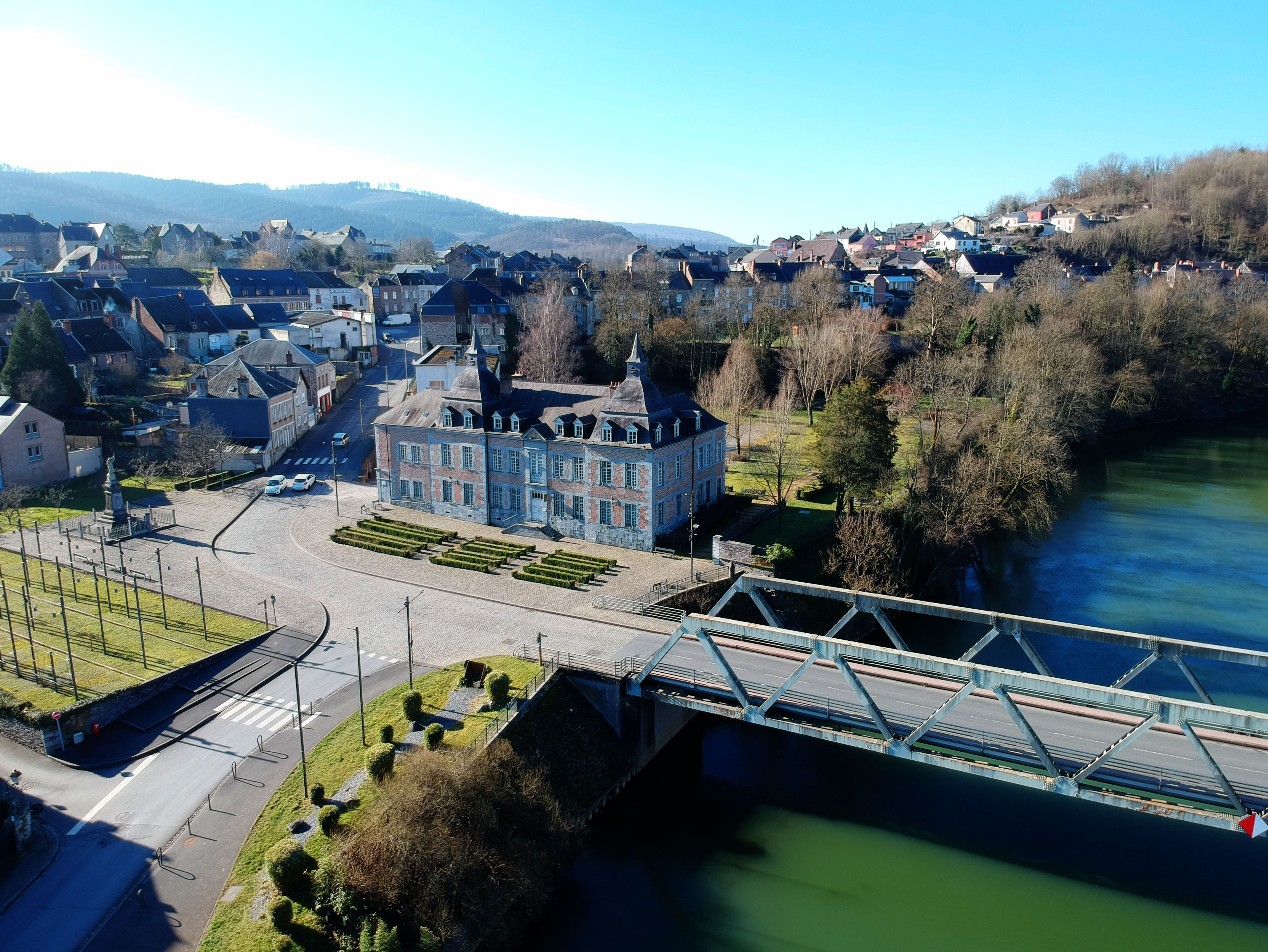
Façade Nord-Est.
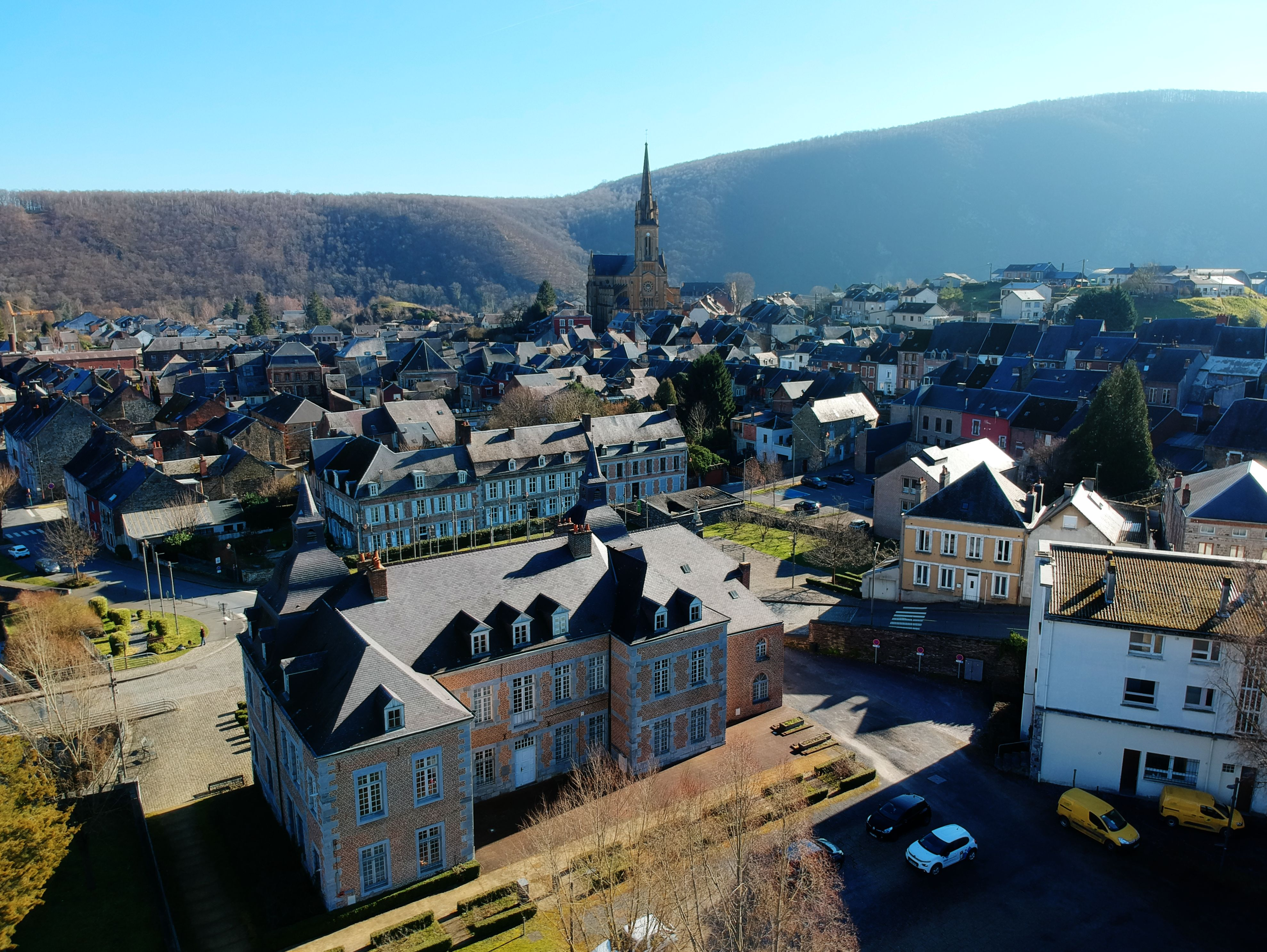
Façade Sud-Ouest.

## Historique
Le château se dresse sur l'emplacement d'un ancien fort, rasé sous Louis XIII, et dont une salle voutée subsiste sous le terre-plein actuel.
Le château est construit par la famille de Bryas, seigneur de Fumay, dans le quatrième quart du XVIIe siècle. Il est ensuite vendu en 1815 à un entrepreneur local qui y installe une fabrique de céruse. La Société ardoisière du Moulin Sainte Anne l'acquiert en 1835 et en fait son siège. Il le reste jusqu'à la vente complète des biens de la société en 1946. Il devient propriété de la ville de Fumay en 1952 et abrite les services communaux, poste et perception.
L'édifice est inscrit au titre des monuments historiques en 1972.